# Подозрение (филм, 1941)
„Подозрение“ (на английски: Suspicion) е американски романтичен, психологически трилър, излязъл по екраните през 1941 г., режисиран от Алфред Хичкок, с участието на Кари Грант и Джоан Фонтейн в главните роли. Сценарият е адаптация на романа „Преди факта“ на Франсис Илес.

## Сюжет
Внимание:  Текстът по-долу разкрива сюжета на произведението (или части от него)!
Лина е дъщеря на пенсиониран английски генерал, живее в шикозно селско имение с родителите си. Срамежливостта ѝ в отношенията с противоположния пол радва родителите и, те се надяват дъщеря им да не се омъжва и да ги гледа цял живот. Лина мечтае да се измъкне от скучния малък свят на къщата на баща си - и тогава на хоризонта се появява безразсъдния красавец Джони Айсгарт. Не му струва нищо да накара момичето да се влюби и да я отведе от родителите и в Лондон.
След завръщането от пътуването на меден месец, Лина се отрезвява. Съпругът няма нито стотинка, в душата си той е погълнат от хазарт и възнамерява да живее от парите на баща ѝ. Жената е разкъсвана между любовта си към Джони и подозрението, че заради парите той е способен да извърши каквото и да е престъпление - може би дори да убие самата нея.

## В ролите
| Актьор           | Роля                                                    |
| ---------------- | ------------------------------------------------------- |
| Кари Грант       | Джони Айсгарт                                           |
| Джоан Фонтейн    | Лина Маклайдлоу Айсгарт                                 |
| Седрик Хардуик   | генерал Маклайдлоу                                      |
| Найджъл Брус     | Бийки                                                   |
| Мей Уити         | Г-жа Марта Маклайдлоу                                   |
| Изабел Джинс     | Г-жа Хелън Нюзхам, приятелка на Джони                   |
| Хедър Ейнджъл    | Етел, прислужницата на Айзгарт                          |
| Ориол Лий        | Изобел Седбуск, писателка и приятелка на Айзгарт        |
| Реджиналд Шефилд | Реджи Уедърби, танцов партньор на Лина                  |
| Лео Г. Карол     | капитан Джордж Мелбек, работодател и братовчед на Джони |